# Juice=Juice
Juice=Juice ist eine japanische Girlgroup unter dem Hello! Project, welche fast vollständig aus ehemaligen Mitgliedern der Hello! Pro Kenshūsei besteht. Sie wurde am 3. Februar 2013 gegründet.

## Geschichte

### Anfangsjahre (2013–2016)
Zum Beginn des Hello! Project Winterkonzerts am 3. Februar 2013 stellte der Produzent Tsunku eine neue Gruppe vor. Bei den sechs Gründungsmitgliedern handelte es sich um die Hello! Pro Kenshūsei Tomoko Kanazawa, Sayuki Takagi, Aina Ōtsuka, Karin Miyamoto und Akari Uemura. Dazu kam Yuka Miyazaki, die unter derselben Agentur bereits im Oktober 2012 in der Gruppe GREEN FIELDS debütierte. Am 25. Februar wurde der Name der Gruppe, Juice=Juice, bekanntgegeben. Zur Verteilung der Mitgliedsfarben wurde jedem Mädchen eine Frucht zugeordnet. Die Gruppe debütierte im Rahmen der Hina-Matsuri-Konzerte einen Monat später. Ihre erste Single „Watashi ga Iu Mae ni Dakishimenakya ne“, noch unter einem Indie-Label, wurde am 3. April 2013 veröffentlicht. 
Bereits im Juni desselben Jahres wurde das Debüt unter einem Major-Label angekündigt. Gleichzeitig wurden Miyazaki und Kanazawa die Leader- und Sub-Leader-Titel verliehen. Das Debüt wurde vom Weggang von Aina Ōtsuka getrübt, welche die Gruppe aufgrund von Unstimmigkeiten über den Vertrag verließ. Die Single musste komplett neu aufgenommen werden. In der Hello!Station-Version des Musikvideos ist Ōtsuka an einigen Stellen aufgrund von Schnittfehlern noch zu erkennen.
Die Gruppe wurde für den Best New Artist Award bei den 55. Japan Award Records nominiert, verlor letztendlich jedoch gegen Kōta Shinzato.
In den folgenden Jahren veröffentlichte Juice=Juice mehrere Singles mit konstanten Verkaufszahlen. 2015 und 2016 waren von einer besonderen Aufgabe geprägt: Die Gruppe bereitete sich mit 220 Konzerten auf einen Auftritt im Nippon Budōkan vor. Das Budōkan-Konzert fand am 7. November 2016 statt. Im selben Jahr spielte die Gruppe im Dorama Budokan eine fiktive Idol-Gruppe mit dem Namen NEXT YOU. Als NEXT YOU hielt die Gruppe verschiedene Events und veröffentlichte die digitale Single „Otona no Jijou“. Die Single „Next is you! Karada Dake ga Otona ni Nattan ja nai“ lieferte zudem das Titellied zur Fernsehserie. 

### Wechselnde Formationen und steigende Verkaufszahlen (seit 2017)
Aufgrund des Fokus auf die Konzertserie hielt sich Juice=Juice mit neuen Singles und sonstigen Auftritten zurück, weshalb die Gruppe 2015 nur eine neue Single herausbrachte. Dies geschah zu einer Zeit, in der drei Singles pro Jahr der Standard für Gruppen des Hello! Projects war. Für neue Impulse sorgte eine Welttournee, in deren Rahmen Juice=Juice auch in Deutschland auftrat. Darüber hinaus wurden im Juni überraschend zwei neue Mitglieder für die Gruppe angekündigt: Im Rahmen des Neuordnungsprogrammes des Hello! Projects traten Nanami Yanagawa und Ruru Dambara der Gruppe bei. Yanagawa war zuvor bereits Mitglied der Gruppe Country Girls. Die Debütsingle der neuen Mitglieder, „SEXY SEXY / Naite Ii yo / Vivid Midnight“, löste mit fast 60.000 verkauften Kopien „Ijiwaru Shinai de Dakishimete yo / Hajimete o Keiken Chū“ als meistverkaufte Single ab. 
Kurze Zeit später, im Juni 2018, kam auch Manaka Inaba zur Gruppe hinzu. Sie war ebenfalls ein ehemaliges Mitglied von Country Girls, musste aufgrund ihres Asthmaleidens jedoch eine Pause einlegen. Dies sollte jedoch nicht die letzte Änderung der Formation bleiben: Im selben Jahr gaben Yanagawa und Miyazaki ihren Ausstieg für 2019 bekannt. Miyazakis Abschiedsingle „„Hitori de Ikiraresou“ tte Sore tte Nee, Homete Iru no? / 25sai Eien Setsu“ ist bis heute die meistverkaufte Single der Gruppe. Während Miyazakis Abschiedskonzert wurden mit Yume Kudo und Riai Matsunaga zwei neue Mitglieder vorgestellt. 2020 stieß zudem Kobushi Factorys Rei Inoue hinzu, während Karin Miyamoto zum Ende des Jahres Juice=Juice verließ, um eine Solo-Karriere zu starten.
Seit dem Beitritt der neuen Mitglieder stiegen sowohl Verkaufszahlen als auch Bekanntheitsgrad der Gruppe. Juice=Juice ist auch außerhalb des Hello! Projects bekannt für seine talentierten Sängerinnen, allen voran Takagi und Dambara. Seitdem befindet sich die Gruppe jedoch auch in einem steten Mitgliederwechsel. Neben dem Abgang von Miyamoto und dem Zugang von Inoue 2020 verließen erfahrene Mitglieder wie Takagi (Anfang 2021), Kanazawa (Ende 2021) und Inaba (Mitte 2022) die Gruppe. Gleichzeitig gewann die Gruppe durch zwei Castings neue Mitglieder hinzu.

## Mitglieder
| Name                       | Geburtstag         | Alter | Eintrittsdatum | Mitgliedsfarbe | Mitgliedsfarbe     | Sonstiges  |
| -------------------------- | ------------------ | ----- | -------------- | -------------- | ------------------ | ---------- |
| Ruru Dambara (段原瑠々)    | 7. Mai 2001        | 24    | 26. Juni 2017  |                | Orange             | Leader     |
| Rei Inoue (井上玲音)       | 17. Juli 2001      | 23    | Juni 2020      |                | Weiß               | Sub-Leader |
| Yume Kudo (工藤由愛)       | 28. September 2004 | 20    | 14. Juni 2019  |                | Rosa               |            |
| Riai Matsunaga (松永里愛)  | 7. Juli 2005       | 19    | 14. Juni 2019  |                | Königsblau         |            |
| Ichika Arisawa (有澤一華)  | 23. Dezember 2003  | 21    | 7. Juli 2021   |                | Hellblau           |            |
| Risa Irie (入江里咲)       | 18. Oktober 2005   | 19    | 7. Juli 2021   |                | Hell-Violett       |            |
| Kisaki Ebata (江端妃咲)    | 30. Januar 2007    | 18    | 7. Juli 2021   |                | Gänseblümchen-Gelb |            |
| Sakura Ishiyama (石山咲良) | 22. Juni 2004      | 21    | 29. Juni 2022  |                | Violett            |            |
| Akari Endo (遠藤彩加里)    | 26. April 2008     | 17    | 29. Juni 2022  |                | Minzgrün           |            |
| Mifu Kawashima (川嶋美楓)  | 13. Dezember 2007  | 17    | 23. Mai 2023   |                | Reinrot            |            |
| Niina Hayashi (林仁愛)     | 10. Juni 2011      | 17    | 23. Juni 2025  |                | Grün               |            |

Bis zu ihrem Debüt hatten Juice=Juice weder Leader noch Subleader. Bei der Gründung der Gruppe wurden den Mitgliedern Obstsorten zugeteilt, die ihre Mitgliedsfarben darstellten (Pfirsich für Miyazakis Pink, Apfel für Kanazawas Rot etc.). Dieses Konzept wurde jedoch nach der Indies-Phase verworfen. Die neuen Mitglieder erhielten Farben ohne Verweis auf Obstsorten.

### Ehemalige Mitglieder
- Yuka Miyazaki (宮崎由加, * 2. April 1994), verließ die Gruppe mit Abschiedskonzert am 17. Juni 2019.
- Kanazawa Tomoko (金澤 朋子, * 2. Juli 1995), verließ die Gruppe mit einem Abschiedskonzert am 24. November 2021.
- Sayuki Takagi (高木 紗友希, * 21. April 1997), verließ die Gruppe ohne Abschiedskonzert am 12. Februar 2021.
- Aina Ōtsuka (大塚 愛菜, * 3. April 1998), verließ die Gruppe und das Hello! Project am 5. Juli 2013.
- Karin Miyamoto (宮本 佳林, 1. Dezember 1998), verließ die Gruppe mit Abschiedskonzert am 10. Dezember 2020.
- Akari Uemura (植村 あかり, 30. Dezember 1998), verließ die Gruppe mit Abschiedskonzert am 14. Juni 2024.
- Nanami Yanagawa (梁川奈々美, * 6. Januar 2002), verließ die Gruppe mit Abschiedskonzert am 11. März 2019.
- Manaka Inaba (稲場愛香, * 27. Dezember 1997), verließ die Gruppe mit Abschiedskonzert am 30. Mai 2022.

## Diskografie

### Alben
| Jahr | Titel                     | Höchstplatzierung, Gesamtwochen, AuszeichnungChartsChartplatzierungen (Jahr, Titel, Platzierungen, Wochen, Auszeichnungen, Anmerkungen) | Anmerkungen                                                               |
| Jahr | Titel                     | JP | Anmerkungen                                                               |
| ---- | ------------------------- | --- | ------------------------------------------------------------------------- |
| 2015 | First Squeeze!            | JP5 (6 Wo.)JP | Erstveröffentlichung: 15. Juli 2015 Verkäufe JP: + 16.760                 |
| 2018 | Juice=Juice#2 -¡Una más!- | JP4 (4 Wo.)JP | Erstveröffentlichung: 1. August 2018 Verkäufe JP: + 16.562                |
| 2022 | Terzo                     | JP1 (8 Wo.)JP | Erstveröffentlichung: 20. April 2022 Verkäufe JP: + 19.108                |
| 2023 | Juicetory                 | JP4 (3 Wo.)JP | Erstveröffentlichung: 11. Oktober 2023 Verkäufe JP: + 19.257; Kompilation |

### Singles
| Jahr | Titel Album | Höchstplatzierung, Gesamtwochen, AuszeichnungChartsChartplatzierungen (Jahr, Titel, Album, Platzierungen, Wochen, Auszeichnungen, Anmerkungen) | Anmerkungen |
| Jahr | Titel Album | JP | Anmerkungen |
| ---- | --- | --- | --- |
| 2013 | Watashi ga Iu Mae ni Dakishimenakya ne (私が言う前に抱きしめなきゃね) – | JP25 (3 Wo.)JP | Erstveröffentlichung: 3. April 2013 Verkäufe JP: + 3.539; Indie                                                                                              |
| 2013 | Samidare Bijo ga Samidareru (さみだれ美女がさみだれる) – | JP153 (1 Wo.)JP | Erstveröffentlichung: 12. Juni 2013 Verkäufe JP: + 382; Indie                                                                                                |
| 2013 | Ten Made Nobore! (天まで登れ!) First Squeeze! | JP153 (1 Wo.)JP | Erstveröffentlichung: 8. Juli 2013; Indie; letzte Single mit Aina Ōtsuka                                                                                     |
| 2013 | Romance no Tochū / Watashi ga Iu Mae ni Dakishimenakya ne (Memorial Edit) / Samidare Bijo ga Samidareru (Memorial Edit) (ロマンスの途中 ／ 私が言う前に抱きしめなきゃね（Memorial Edit） ／ 五月雨美女がさ乱れる（Memorial Edit）) First Squeeze! | JP2 (6 Wo.)JP | Erstveröffentlichung: 11. September 2013 Verkäufe JP: + 43.144                                                                                               |
| 2013 | Ijiwaru Shinaide Dakishimete yo / Hajimete o Keikenchū (イジワルしないで 抱きしめてよ/初めてを経験中) First Squeeze! | JP4 (8 Wo.)JP | Erstveröffentlichung: 4. Dezember 2013 Verkäufe JP: + 45.834                                                                                                 |
| 2014 | Hadaka no Hadaka no Hadaka no Kiss / Are Kore Shitai! (裸の裸の裸のKiss ／ アレコレしたい!) First Squeeze! | JP3 (7 Wo.)JP | Erstveröffentlichung: 19. März 2014 Verkäufe JP: + 43.645 |
| 2014 | Black Butterfly / Kaze ni Fukarete (ブラックバタフライ ／ 風に吹かれて) First Squeeze! | JP4 (3 Wo.)JP | Erstveröffentlichung: 30. Juli 2014 Verkäufe JP: + 38.415 |
| 2014 | Senobi / Date ja Nai yo Uchi no Jinsei wa (背伸び / 伊達じゃないようちの人生は) First Squeeze! | JP4 (5 Wo.)JP | Erstveröffentlichung: 1. Oktober 2014 Verkäufe JP: + 32.391                                                                                                  |
| 2015 | Wonderful World / Ça va? Ça va? (Wonderful World / How are you? How are you?) First Squeeze! / ＃2 ¡Una mas! | JP1 (6 Wo.)JP | Erstveröffentlichung: 8. April 2015 Verkäufe JP: + 40.117 |
| 2016 | Next is you / Karada Dake ga Otona ni Nattan ja nai (Next is you!／カラダだけが大人になったんじゃない) ＃2 ¡Una mas! | JP3 (6 Wo.)JP | Erstveröffentlichung: 3. Februar 2016 Verkäufe JP: + 43.396                                                                                                  |
| 2016 | Dream Road ~Kokoro ga Odaridashiteru / Keep on Joshou Shikou!! / Ashita Yarou wa Bakayarou (Dream Road~心が躍り出してる~ / Keep on 上昇志向!! / 明日やろうはバカやろう) ＃2 ¡Una mas!                                                             | JP5 (6 Wo.)JP | Erstveröffentlichung: 26. Oktober 2016 Verkäufe JP: + 34.723                                                                                                 |
| 2017 | Jidanda Dance / Feel! Kanjiru yo (地団駄ダンス／Feel！感じるよ) ＃2 ¡Una mas! | JP3 (9 Wo.)JP | Erstveröffentlichung: 26. April 2017 Verkäufe JP: + 36.530                                                                                                   |
| 2018 | Sexy Sexy / Naite ii yo / Vivid Midnight (Sexy Sexy ／ 泣いていいよ／Vivid Midnight) ＃2 ¡Una mas! | JP3 (7 Wo.)JP | Erstveröffentlichung: 18. April 2018 Verkäufe JP: + 59.312; erste Single mit Nanami Yanagawa und Ruru Dambara                                                |
| 2019 | Bitansan / Potsuri to / Good Bye & Good Luck! (微炭酸 / ポツリと / Good bye & Good luck!) Terzo | JP3 Gold · (7 Wo.)JP | Erstveröffentlichung: 13. Februar 2019 Verkäufe JP: + 66.339; erste Single mit Manaka Inaba; letzte Single mit Nanami Yanagawa                               |
| 2019 | "Hitori de Ikiraresō" tte Sore tte nē, Homote Iru no? / 25-sai Eien Setsu (ひとりで生きられそう」って それってねえ、褒めているの？/ 25歳永遠説) Terzo                                                                                             | JP3 Gold · (9 Wo.)JP | Erstveröffentlichung: 5. Juni 2019 Verkäufe JP: + 69.057; letzte Single mit Yuka Miyazaki                                                                    |
| 2020 | Pop Music / Suki tte Itte yo (ポップミュージック/好きって言ってよ) Terzo | JP3 (15 Wo.)JP | Erstveröffentlichung: 1. April 2020 Verkäufe JP: + 45.192; erste Single mit Yume Kudo und Riai Matsunaga; letzte Single mit Karin Miyamoto und Sayuki Takagi |
| 2021 | Down Town / Ganbarenai yo (Down Town / がんばれないよ) Terzo | JP3 (6 Wo.)JP | Erstveröffentlichung: 28. April 2021 Verkäufe JP: + 45.784; erste Single mit Rei Inoue                                                                       |
| 2021 | Plastic Love / Familia / Future Smile (プラスティック・ラブ / Familia / Future Smile) Terzo | JP3 (8 Wo.)JP | Erstveröffentlichung: 22. Dezember 2021 Verkäufe JP: + 47.232; erste Single mit Arisawa, Irie und Ebata; letzte Single mit Tomoko Kanazawa und Manaka Inaba  |
| 2022 | Zenbu Kakete GO!! / Eeny Meeny Miny Moe ~Koi no Rival Sengen~ (全部賭けてGO!!/イニミニマニモ～恋のライバル宣言～) – | JP5 (7 Wo.)JP | Erstveröffentlichung: 23. November 2022 Verkäufe JP: + 42.001; erste Single mit Sakura Ishiyama und Akari Endo                                               |
| 2023 | Pride Bright / Funky Flushin’ (プライド・ブライト / Funky Flushin’) – | JP2 (5 Wo.)JP | Erstveröffentlichung: 12. Juli 2023 Verkäufe JP: + 50.680 |
| 2024 | Tokyo Blur / Naimono Love / Oaiko (トウキョウ・ブラー / ナイモノラブ / おあいこ) – | JP2 (6 Wo.)JP | Erstveröffentlichung: 15. Mai 2024 Verkäufe JP: + 52.847 |
| 2025 | Hatsukoi no Bourei / Kon’ya wa Hearty Party (初恋の亡霊/今夜は / Hearty Party) – | JP4 (6 Wo.)JP | Erstveröffentlichung: 26. Februar 2025 Verkäufe JP: + 58.255                                                                                                 |